# Pondkoek

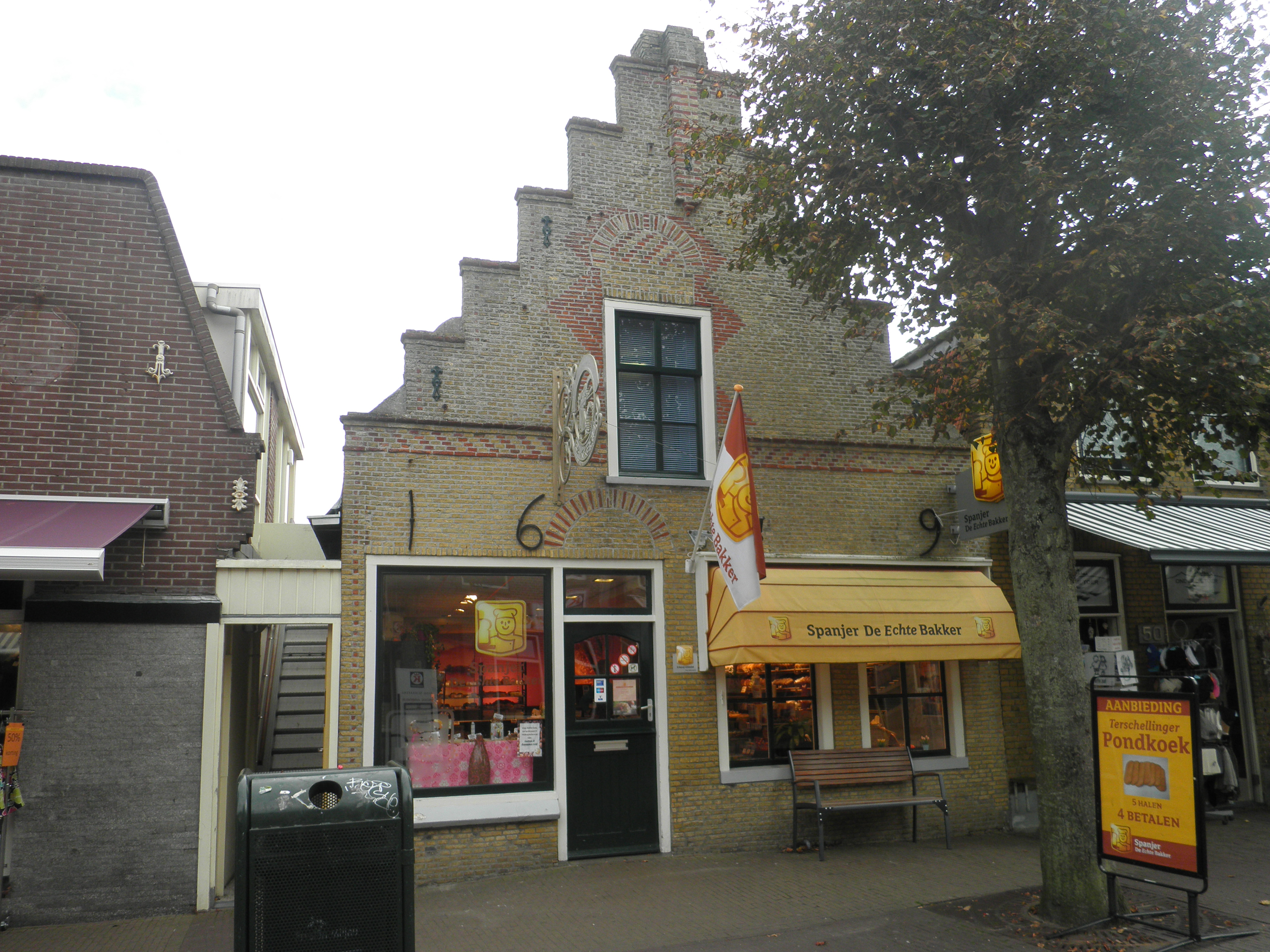
Bakkerij op Terschelling met pondkoek in de aanbieding

Pondkoek, ook wel pondskoek, is een begrip dat in Nederland en België gebruikt wordt voor van oorsprong goedkope koeksoorten. Oorspronkelijk werd de koek gemaakt van restjes deeg die overgebleven waren en aangevuld werden met kruiden. Waarschijnlijk is de naam van de koek gebaseerd op het feit dat deze veelal per pond werd verkocht. De naam pondkoek wordt in Midden-Vlaanderen gebruikt als lokale aanduiding voor ontbijtkoek.
De Terschellinger pondkoek is een eilander lekkernij, die enigszins smaakt naar ontbijtkoek en speculaas. Van de Terschellinger pondkoek zijn er twee varianten: de eenvoudige variant die een afmeting heeft van ongeveer 25 bij 15 cm en de opgespoten variant, die onder meer is opgespoten met slagroom en meer ingrediënten heeft. Op het eiland is de pondkoek bij de bakkers te koop. In de loop der tijd is pondskoek verworden van een restproduct tot een volwaardig product en wordt de koek niet meer enkel van deegresten gemaakt.

## Wetenswaardigheden
In het dorp De Hoef ligt rijksmonument de Pondskoekersluis. De naam van deze sluis is waarschijnlijk afkomstig van het feit dat schippers vaak betaalden met een pond koek als sluisgeld bij het passeren van deze sluis als ze koeken vervoerden vanaf de koekfabriek in Mijdrecht. Deze betekenis van pondskoek is dus op nuance anders.